# Xenotrichula lineata
Xenotrichula lineata is een buikharige uit de familie Xenotrichulidae. Het dier komt uit het geslacht Xenotrichula. Xenotrichula lineata werd in 1972 voor het eerst wetenschappelijk beschreven door Schrom. 